# Yutandayoo
Yutandayoo är en ort i Mexiko.   Den ligger i kommunen San Pedro Jicayán och delstaten Oaxaca, i den sydöstra delen av landet, 300 km söder om huvudstaden Mexico City. Yutandayoo ligger 243 meter över havet och antalet invånare är 796.
Terrängen runt Yutandayoo är kuperad österut, men västerut är den platt. Runt Yutandayoo är det ganska tätbefolkat, med 72 invånare per kvadratkilometer. Närmaste större samhälle är Santiago Pinotepa Nacional, 13,2 km söder om Yutandayoo. Omgivningarna runt Yutandayoo är en mosaik av jordbruksmark och naturlig växtlighet.